# آزوبویکه اوکچوکو
آزوبویکه اوکچوکو (انگلیسی: Azubuike Okechukwu؛ زادهٔ ۱۹ آوریل ۱۹۹۷) بازیکن فوتبال اهل نیجریه است.
از باشگاه‌هایی که در آن بازی کرده‌است می‌توان به باشگاه فوتبال ینی ملطیه‌اسپور اشاره کرد.
وی همچنین در تیم‌های ملی فوتبال زیر ۲۳ سال نیجریه و نیجریه بازی کرده‌است.